# Neonauclea coronata
Neonauclea coronata är en måreväxtart som beskrevs av Colin Ernest Ridsdale. Neonauclea coronata ingår i släktet Neonauclea och familjen måreväxter. Inga underarter finns listade i Catalogue of Life.